# Hōjutsu
Le hōjutsu (砲術, art du fusil) est un art martial japonais dédié aux armes à feu. 

## Écoles
- Inatomi-ryū
- Geki-ryū
- Ogino-ryū
- Tanegashima-ryū
- Tatsuke-ryū
- Seki-ryū
- Bue-ryū
- Morishige-ryū
- Yō-ryū
- Takashima-ryū